# 織田信長 (1962年のテレビドラマ)
『織田信長』（おだのぶなが）は、1962年11月4日から1963年10月27日まで、朝日放送の制作により、TBS系列で放送された時代劇である。放送時間は、毎週日曜18:30 - 19:00（JST）。全52回。
ダイハツ工業の一社提供。

## 概要
人並み外れた腕白坊主だった織田信長の、少年時代のエピソードをテーマにした作品。映画監督の中島貞夫が筆名で脚本を手がけている。
4作続いた『ダイハツコメディ』シリーズに代わって登場した時代劇路線の第1作で、1年間放送したが視聴率は『ダイハツコメディ』時代より低下した。
本作は東伸テレビ映画が製作しているが、本枠での東伸テレビ映画作品は本作のみである。

## 出演者
- 織田信長（少年時代）：林真一郎
- 織田信長（幼年時代）：伊藤敏孝
- 濃姫：島景子
- 織田信秀：小堀阿吉雄
- 土田御前：八汐路佳子
- 平手政秀：香川良介
- 豊臣秀吉：藤間勘二郎
- 徳川家康：中研二
- 徳大寺伸

ほか

## スタッフ
- 脚本：守口等介（中島貞夫）、倉橋良介
- 監督：萩原遼、隅田朝二
- 制作：朝日放送、東伸テレビ映画
- 主題歌（冒頭）　歌詞　「この俺に、この俺に、情けはないと人は言う。命をかけた一筋の、誓いは誓い、波しぶか。あ～ヽたとえこの身は捨てるとも」。個人所有資料より。

## 参考資料
テレビドラマデータベース
| 朝日放送制作・TBS系列 日曜18:30 - 19:00枠 ダイハツ工業一社提供枠 | 朝日放送制作・TBS系列 日曜18:30 - 19:00枠 ダイハツ工業一社提供枠 | 朝日放送制作・TBS系列 日曜18:30 - 19:00枠 ダイハツ工業一社提供枠 |
| 前番組                                                           | 番組名                                                           | 次番組                                                           |
| ---------------------------------------------------------------- | ---------------------------------------------------------------- | ---------------------------------------------------------------- |
| ダイハツコメディ 青春タックル                                    | 織田信長 （1962年版）                                            | 高杉晋作                                                         |